# Anidolyta
Anidolyta är ett släkte av snäckor som beskrevs av Richard C. Willan 1987. Anidolyta ingår i familjen Tylodinidae.
Kladogram enligt Catalogue of Life och Dyntaxa:
| Anidolyta | \| \| Anidolyta duebenii \| \| \| \| \| \| Anidolyta spongotheras \| \| \| \| |
|           | \| \| Anidolyta duebenii \| \| \| \| \| \| Anidolyta spongotheras \| \| \| \| |
|           | Tylodina                                                                      |
|           |                                                                               |
|           | Tylodinella                                                                   |
|           |                                                                               |
|           | Anidolyta duebenii                                                            |
|           |                                                                               |
|           | Anidolyta spongotheras                                                        |
|           |                                                                               |

|  | Anidolyta duebenii     |
|  |                        |
|  | Anidolyta spongotheras |
|  |                        |